# Svetlana Gundarenko
Svetlana Gundarenko (russe : Светлана Гундаренко), née le 23 juin 1969 à Tcheliabinsk, est une judokate et pratiquante de MMA russe.
Médaille d’or de judo aux Championnats d'Europe en 1992 et 1995, elle figure parmi les pionniers mondiaux du MMA.

## Palmarès international en judo
| Année | Compétition           | Lieu       | Résultat | Catégorie     |
| ----- | --------------------- | ---------- | -------- | ------------- |
| 1991  | Championnats d'Europe | Prague     | 3e       | Plus de 72 kg |
| 1992  | Championnats d'Europe | Paris      | 1re      | Plus de 72 kg |
| 1993  | Championnats d'Europe | Athènes    | 2e       | Plus de 72 kg |
| 1993  | Championnats du monde | Hamilton   | 3e       | Plus de 72 kg |
| 1994  | Championnats d'Europe | Gdańsk     | 3e       | Plus de 72 kg |
| 1995  | Championnats d'Europe | Birmingham | 1re      | Plus de 72 kg |
| 1996  | Championnats d'Europe | La Haye    | 3e       | Plus de 72 kg |